# Paul Nowak (Fußballspieler)
Paul Nowak (* 17. Februar 1921) war Fußballspieler in Weißenfels. Für den SC Fortschritt Weißenfels spielte er in der DDR-Oberliga, der höchsten Spielklasse des DDR-Fußball-Verbandes.
Nachdem sich die Fußballmannschaft der Betriebssportgemeinschaft (BSG) Fortschritt Weißenfels zwischen 1952 und 1954 stets im Spitzenfeld der zweitklassigen DDR-Liga platzieren konnte, gelang in der Saison 1954/55, in der die BSG in den Sportclub Fortschritt umgewandelt wurde, der Aufstieg in die DDR-Oberliga. Einer der Aktivposten dieses Erfolges war der schon 33-jährige Rechtsverteidiger Paul Nowak. Trotz seines fortgeschrittenen Fußballalters bestritt er noch die Mehrzahl der der 26 Punktspiele und war vor allem in drei der vier Aufstiegsrundenspiele in sicherer Halt in der Weißenfelser Abwehr. Da ab 1956 im DDR-Fußball nach dem Kalenderjahr-Rhythmus gespielt wurde, kam es im Herbst 1955 zu einer einfachen Übergangsrunde, in der alle Mannschaften jeweils nur einmal aufeinandertrafen. Fortschritt Weißenfels absolvierte diese Runde bereits in der Oberliga und erreichte nach Abschluss der 13 Spiele als Neuling unter 14 Teams einen beachtlichen 7. Platz. Nowak gehörte nach wie vor zum als Rechtsverteidiger zum Spielstamm und fehlte lediglich in drei Partien. Zu Beginn der nächsten regulären Oberligasaison im Jahre 1956 war Nowak bereits 35 Jahre alt. Der neue Trainer Herbert Worbs plante nicht mehr mit ihm als Stammspieler und setzte ihn sporadisch nur noch in fünf Punktspielen ein. Sein letztes Oberligaspiel bestritt Nowak noch einmal als rechter Verteidiger am 5. September 1956 in der Begegnung des 18. Spieltages SC Aktivist Brieske-Senftenberg – SC Fortschritt Weißenfels (1:0).

## Fußnote
1. ↑  bei einigen Quellen Nowack